# ساختمان ای‌تی‌اندتی (نشویل)
ساختمان ای‌تی‌اندتی (انگلیسی: AT&T Building) که پیشتر با نام‌های ساختمان ساوث سنترال بل (انگلیسی: South Central Bell Building) و ساختمان بل‌ساوث (انگلیسی: BellSouth Building) شناخته می‌شد و همچنین در محاوره با نام ساختمان بتمن (انگلیسی: Batman Building) شناخته می‌شود، آسمان‌خراشی ۳۳ طبقه به ارتفاع ۶۱۷ فوت (۱۸۸ متر) واقع در نشویل، تنسی است که در اوت ۱۹۹۴ تکمیل ساخت شد. این آسمان‌خراش در حال حاضر بلندترین ساختمان در ایالت تنسی است.